# خارماهیان غار
خارماهیان غار (نام علمی: Dinopercidae) نام یک تیره از زیرراسته سوف‌ماهی‌شکلیان است.